# Emili Grau i Sala
Pour les articles homonymes, voir Grau (homonymie) et Sala.
 (août 2017).
Si vous disposez d'ouvrages ou d'articles de référence ou si vous connaissez des sites web de qualité traitant du thème abordé ici, merci de compléter l'article en donnant les références utiles à sa vérifiabilité et en les liant à la section « Notes et références ».
Emilio Grau i Sala, dit Emilio Grau Sala, né le 22 juin 1911 à Barcelone et mort le 21 juin 1975 à Barcelone est un peintre, décorateur de théâtre et illustrateur espagnol.

## Biographie
Emilio Grau Sala naît à Barcelone dans la région de Catalogne et poursuit ses études à l'École des beaux arts de Barcelone. Il arrive en France en 1932.
Il épouse la peintre Ángeles Santos Torroella en 1936.

## Style
Remarquable coloriste (peintures à l'huile et à l'eau, pastels) et illustrateur, il est membre du groupe de Maurice Boitel au Salon Comparaisons. Emilio Grau Sala a illustré plusieurs livres : Les Fleurs du mal de Baudelaire, Madame Bovary de Gustave Flaubert, Bel-Ami de Guy de Maupassant, la série des Claudine de Colette; À la recherche du temps perdu de Marcel Proust, Écrit sur de l'eau de Francis de Miomandre, et réalisé des lithographies, des gravures et des affiches.

## Œuvres

### Dans l'histoire de l'art
- En 1935, il réalise l'affiche de la pièce de théâtre de Federico García Lorca présentée du vivant du poète avant son assassinat pendant la guerre d'Espagne en 1936 : Mademoiselle Rose ou le Langage des fleurs, avec l'actrice Margarita Xirgu, au Teatre Principal de Barcelone (1935)[2].

### Dans les musées
- Musée Eugène-Boudin de Honfleur[3]

### Livres illustrés
- Francis de Miomandre, Écrit sur de l'eau, Émile-Paul Frères, Paris, 1947
- Dostoïevski, Le Joueur, Éditions Fernand Hazan, Paris, 1947
- Charles Baudelaire, Petits Poèmes en Prose, Les Heures Claires, Paris, 1948
- Guy de Pourtalès, L'Europe romantique, Gallimard/NRF, 1949 (reliure de Paul Bonet)
- Margaret Mitchell, Autant en emporte le vent, Gallimard, Paris, 1950
- Jean-Marc Campagne, Les week-end de Saint Ouen, Raymond Jacquet, Paris, 1951
- Colette, Chéri, Vialetay, Paris, 1952
- Émile Zola, Nana, in Chefs-d'Œuvre Gallimard/NRF, 1957 (reliure de Paul Bonet)
- Henry de Montherlant, La petite infante de Castille, Rombaldi, Paris, 1950
- André Maurois, L'Angleterre romantique, Gallimard/NRF, 1953 (reliure de Paul Bonet)
- Federico Garcia Lorca, Romancero Gitano, Marcel Lubineau, Paris, gravures rehaussées de couleurs, 1960
- Marcel Proust, À la recherche du temps perdu, Plaisir du Livre, Paris, 1961

### Articles
- Jean Galtier-Boissière (dir.) et Romi, « Le vertueux Solon crée les maisons closes », Le Crapouillot,‎ 1er mars 1977, p. 5-10 (ASIN B00HZZIDYI).
- Jacqueline Collex, « Hommage à Celso Lagar et à Grau Sala - Honfleur », revue Le Pays d'Auge, n°6, juin 1990.